# Plagiolepis chirindensis
Plagiolepis chirindensis é uma espécie de formiga do gênero Plagiolepis, pertencente à subfamília Formicinae.